# 野々村リカ
野々村 リカ（ののむら りか、1978年11月17日 - ）は、日本のAV女優、ストリッパー。

## 略歴
1998年に、宇宙企画より『ハピネス』でAVデビュー。野々村名義で2本のAVに出演した後、名前を「RIKA」に改名した。2001年10月13日に発売された「宇宙企画'98DELUXE」では上原あやかと共にオリジナルソングが収録されている。

## 出演作品
野々村リカ 名義
- ハピネス（1998年3月29日、宇宙企画）[1]
- 純愛詩集 （1998年4月29日、宇宙企画）[1]
- パラダイス（1998年11月21日、宇宙企画）[3]

RIKA 名義
- キューティー・リップ 感じる小悪魔（1998年6月30日、h.m.p）[1]
- 舐めるように愛して（1998年8月28日、Tiffany）[1]
- レイプ魔のキス（1998年9月22日、Tiffany）[1]
- クリちゃんが泣いている（1998年11月1日、h.m.p）
- 乳首から愛をこめて！（1998年11月20日、h.m.p） [4]
- おしめりエンジェルズ2（1998年11月27日、h.m.p）他出演:夕樹舞子、風間麻衣、立花きらら、鈴木くるみ、吉井美希
- めくれた肉欲　誘惑スーパーボディ（1999年4月20日、芳友舎） [5]
- Gallery RIKA （1999年8月21日、h.m.p） JAN：4522908000136
- 美乳・巨乳6連発! 蔵出しAVアイドル・コレクション（2000年7月22日、h.m.p）他出演:吉野ゆうき、鮎川あみ、立花きらら、風間麻衣、吉井美希
- 淫らで卑猥な果実たち Ver. 2.0（2000年8月11日、芳友舎）他出演:百瀬あかね、風間麻衣、小川明日香
- 宇宙企画’98DELUXE（2001年10月13日、宇宙企画）他出演:上原あやか、岡田優、京野さおり、坂井真理絵
- Tiffany20flowers【ティファニー伝説の20人】（2004年11月21日、h.m.p）他19名出演
- 宇宙企画Memorial 野々村リカ（2005年10月14日、宇宙企画）『ハピネス』『純愛詩集』2作品収録[3]
- CHIJYO [エロカワ] MARI & RIKA（2007年5月26日、ブレイブキング）共演:MARI
- 小沢まどかのエロ探偵物語（2007年10月31日、h.m.p）「まどかの探偵物語 ファイル1」「まどかの探偵物語2」を収録。2に出演。
- Missボイン ∞（2008年1月19日、フリービジョン）他2名出演

## Vアダルトシネマ
- まどかの探偵物語 ファイル2「残虐女子校生・甦る殺人鬼」（1998年、エイトマン）共演：小沢まどか、瞳リョウ、加藤鷹、大野正敏、平賀勘一、つかもと友希、風間ルミ（友情出演）、冬木弘道